# Friedrich Wilhelm Otte den yngre
Friedrich Wilhelm Otte, född den 9 december 1763 i Risby i Svansen, död den 8 september 1851 i landsbyn Kollerup i Store Solt, var en dansk ekonomisk författare. 
Efter att ha genomgått domskolan i Slesvig studerade han kameralvetenskap vid universitetet i Kiel och utnämndes 1791 till landinspektør för hertigdömena. Han var en kunnig, mycket verksam och orolig man, som under en mansålder utvecklade en inte obetydlig författarverksamhet. Hans talrika avhandlingar av ekonomisk natur: om livegenskapens upphävande, om godsavstyckning, om skatteförhållanden, om smuggling och mycket mera, offentliggjordes i hertigdömenas olika tidskrifter 1791-1832. År 1796 utgav han Oeconomisch-statistische Beschreibung der Insel Fehmern. År 1830 utnämndes han till etatsråd.